# پوست کندن (فیلم ۱۹۸۲)
پوست کندن، همچنین به عنوان تمرینی در نظم و انضباط - پوست کندن، یک فیلم کوتاه استرالیایی‌ست که در سال ۱۹۸۲ به کارگردانی جین کمپیون ساخته شد. این فیلم در جشنواره فیلم کن ۱۹۸۶، برنده نخل طلای فیلم کوتاه شد. کمپیون اولین زنی‌ست که این جایزه را به دست آورده‌است.او همچنین نخستین زنی‌ست که با فیلم بلند پیانو نخل طلای فیلم بلند را دریافت کرد.

## دربارهٔ فیلم
کمپیون این فیلم را زمانی ساخت که در مدرسه فیلم رادیو و تلویزیون استرالیا تحصیل می‌کرد. این فیلم در کنار دو فیلم کوتاه دیگر کمپیون لحظه‌های بی‌احساس و داستان شخصی یک دختر اغلب در کنار هم و به عنوان یک مجموعه پخش شده‌اند. کمپیون در مصاحبه‌ای با روزنامهٔ نشنال تایمز سیدنی این فیلم را پرتره‌ای از یک خانواده نامید که از زندگی واقعی خانوادهٔ پای الهام گرفته شده است. «کیتی پای [...] و خانواده‌اش در آن زمان از دست هم خیلی عصبانی بودند اما صداقت داشتند و وقتی فیلمنامهٔ مرا خواندند خندیدند و گفتند بله این خود ماییم… خیلی‌ها این را قبول نمی‌کنند.»
تهیه‌کنندهٔ فیلم، اولا ریگه، تدوینگر فیلمساز سوئدی اینگمار برگمان در دههٔ ۶۰ میلادی (از جمله در فیلم‌های پرسونا، نور زمستانی و سکوت) بوده‌است.

## داستان فیلم
داستان فیلم دربارهٔ مردی‌ست که به همراه پسر و خواهرش به سفر می‌رود. پسر پرتقالی را پوست می‌کند و پوستش را از پنجره بیرون می‌اندازد. پدر برای این که درسی به پسرش بدهد ماشین را متوقف می‌کند و او را وامی‌دارد پوست پرتقال را بردارد. این حادثه باعث می‌شود که اختلافات میان اعضای خانواده و سوگیری‌هایشان برملا شود.

## بازیگران
- تیم پای (برادر/پدر)
- کیتی پای (خواهر/عمه)
- بن مارتین (پسر/برادرزاده)

## جوایز
- برنده نخل طلای فیلم کوتاه در جشنواره فیلم کن ۱۹۸۲